# La Seu d'Urgell
La Seu d'Urgell (in spagnolo Seo de Urgel) è un comune spagnolo di 13 009 abitanti situato nella comunità autonoma della Catalogna, si trova nella regione dei Pirenei nella piana solcata dai fiumi Segre e Valira, che qui confluiscono, all'altezza media di 700 metri s.l.m. a metà strada fra Barcellona e Tolosa e a 148 km dalla capitale della provincia, Lleida. È passaggio obbligato per andare dalla Spagna all'Andorra dalla quale dista 13 km. A La Seu d'Urgell ha sede il vescovo coprincipe di Andorra (l'altro coprincipe è il presidente della Repubblica francese). I due principi hanno un potere pressoché solo nominale perché il Principato è retto da un Consell de les Valls (Consiglio delle Valli) formato da quattro rappresentanti per ciascuna delle sette parrocchie, che elegge il capo del governo, che nomina a sua volta i ministri. Vescovo e presidente francese si limitano a nominare un loro Veguer per l'amministrazione dell'ordine pubblico e della giustizia.
Capitale della comarca dell’Alt Urgell è un'antica cittadina della Catalogna, località di villeggiatura ricca di monumenti d'arte, centro di servizi e commercio per le altre località pirenaiche e di turismo grazie alla sua vicinanza alle piste di sci di Andorra e dei Pirenei catalani. È dotata di molte e moderne infrastrutture turistiche, in occasione delle Olimpiadi di Barcellona del 1992 fu qui inaugurato un Parc Olímpic del Segre per ospitare le gare di slalom di canoa, che è rimasto alla città per lo sport del canoismo.
È anche un centro culturale e ospita durante i mesi estivi corsi delle Università di Barcellona, Lleida, Girona e Politecnica della Catalogna. È anche sede della Scuola universitaria di turismo di Catalogna.

## Storia
Secondo una leggenda della tradizione di cui si trovano riscontri in fonti municipali la città sarebbe stata fondata da Ercole l'Egiziano venuto in villeggiatura sui Pirenei nel 1699 a.C., in effetti si hanno testimonianze archeologiche di presenza umana nell'Età del Bronzo e la località fu certamente abitata al tempo dei Romani. Esiste una necropoli paleocristiana nella vicina località di Castellciutat risalente al tardo impero romano. Durante il periodo visigotico è documentata l'esistenza del primo vescovo della Seu nel 527 nella persona di Sant Just. Si conosce poco del periodo arabo, certamente la città non fu oggetto di controllo militare ma fu distrutta nel 793 dalle truppe arabe di passaggio verso la Francia guidate da Abd al Malik. Dall'800 all'805 fu sotto il controllo di Carlo Magno. Sono questi i tempi in cui il vescovo Felix simpatizzò con l'eresia dell'Adozionismo che considerava Gesù Cristo figlio adottivo di Dio. Il vescovo fu duramente contestato e combattuto dai teologi carolingi; finita l'epoca feliciana, nelle cronache del tempo l'antica civitas Urgelli si trasformò nel vicus Urgelli, cioè dalla indicazione di città a quella di villaggio a significare una riduzione del suo territorio e la capitale della contea di Urgell fu trasferita a Baraguer. Con la nomina del vescovo Sant Ermengol si ebbe una ripresa e fu restaurata la canonica della Cattedrale di Santa Maria. Nel 968 divenne residenza dei conti di Urgell. Nell'anno 1040 si iniziò la costruzione della nuova cattedrale chiamata popolarmente la Seu (sede)dando così luogo all'attuale toponimo della città. La cattedrale sorse nel luogo dove esisteva in precedenza una basilica paleocristiana, poi sostituita da una cattedrale carolingia del IX secolo, e fu terminata verso il 1183. Nel corso del XII secolo La Seu d'Urgell fu ceduta dal conte Ermengol IV al vescovo. Seguirono poi lunghi contrasti per il possesso di terre fra i vescovi e i conti di Foix, finché nel 1278 intervenne un accordo per cui Andorra fu nominalmente sotto il dominio dei vescovi di Seu ma di fatto indipendente come del resto era già dall'819.
Nel 1413 la contea di Urgell fu assorbita dalla contea di Barcellona. L'ultimo conte di Urgell fu Giacomo II che si ribellò al re Ferdinando I d'Aragona e fu messo in carcere dove morì nel 1433. La Seu entrò così a far parte del regno di Aragona e come tale seguì senza ulteriori protagonismi le vicende dell'Aragona e, dal 1479 con l'unificazione dei regni di Castiglia e Aragona, le vicende della Spagna, pur continuando l'Aragona, con le Baleari e Valencia, a fruire di accentuati privilegi statuali, economici e politici e dipendendo la Seu d'Urgell
dal governo del vescovo.
Con la legge di desamortisación di Mendizábal del 1835, che prevedeva l'esproprio della cosiddetta manomorta, cioè dei beni immobiliari non alienabili ed esenti da imposte appartenenti ad enti prevalentemente religiosi e la loro vendita all'asta, diversi ordini religiosi furono costretti a ridurre la loro attività e a chiudere alcuni conventi.  Questo accadde anche a La Seu d'Urgell.
Nel 1970 il comune incorporò il municipio di Castellciutat e risultò così composto da sette frazioni, ma la grande maggioranza della popolazione è oggi concentrata nel capoluogo.

## Monumenti
A La Seu si trova la cattedrale di Santa Maria in stile romanico lombardo dichiarata Monumento historico artistico. Ha un grande chiostro dell'XI secolo con rifacimenti del XVI secolo. Accanto, la coeva cappella di san Michele e san Pietro e, nella cappella e nel chiostro, il Museo Diocesano con il tesoro della cattedrale: manoscritti e miniature antiche fra cui il celebre Commentario dell'Apocalisse, manoscritto dell'inizio del secolo XI.
Il Palazzo Episcopale è di epoche diverse ed ha una torre quadrata.
Il Barri gotic ha imponenti forti di sbarramento che danno al quartiere l'aspetto di una fortezza medievale con la Cittadella a sud, la Torre di Solsona a nord e il Castell di origine romana ad est. Le strade sono strette e tortuose, le case antiche su bassi portici e balconi con sporti in ferro battuto e alcune ornate di affreschi, rendono il complesso della città antica molto piacevole e pittoresco.
Il Chiostro del Valira non facente parte di alcuna chiesa è una singolare costruzione del XX secolo i cui capitelli rappresentano personaggi celebri contemporanei come i fratelli Marx, Marilyn Monroe, Pablo Casals, Picasso, Francisco Franco, Adolf Hitler, Benito Mussolini, Stalin ed altri.
Il Passeig Joan Brudieu è un'oasi di verde nel centro cittadino con una fontana contornata da alberi.
La Casa de la Ciutat è la sede del municipio, formatasi da diversi edifici succedutisi nel tempo dal secolo XI al XVIII.
Il Carrer dels Canonges cioè la via dei canonici è porticata da ambo i lati e tradizionalmente abitata dai canonici della Cattedrale che abbandonarono la vita in comunità nel XII secolo. Le loro case sono un tipico esempio di antiche case signorili.
Il Seminario Conciliare è del 1860.
La chiesa di San Domenico è una chiesa del XV secolo, nel 1936 fu demolita la sua torre campanaria. Faceva parte del convento omonimo chiuso nel 1864.
L'ex-convento di Sant'Agostino del XVII secolo e l'omonima chiesa del XVI secolo ospitano oggi la Biblioteca de Sant'Agostino
La chiesa di san Michele è del XVII secolo.
Dello stesso secolo XVII è la chiesa dell'Immacolata.

## Feste
Calderara de Sant Antoni il 17 gennaio, La Setmana Santa (Settimana santa), la Pasqua Florida; in luglio: la Setmana internacional de canoa i kayaccon gare sportive, il Festival internacional de música. La Fira de Primavera è una festa e fiera con il concorso della razza bovina bruna dei Pirenei. In agosto ci sono:
il Retaule de Sant Ermengol, la Trobada de joves acordions de l'Alt Urgell, la Seu Rock e la Festa Major.